# Sandy, the Poacher
Sandy, the Poacher è un cortometraggio muto del 1909. Il nome del regista non viene riportato nei credit del film.

## Trama
Nelle Highlands scozzesi, la bella figlia del guardacaccia è innamorata di Sandy, un bracconiere. Un giorno, i due uomini si mettono a litigare dopo che il giovane è stato sorpreso con delle lepri. Il guardacaccia tira fuori la pistola, spara accidentalmente e resta ucciso. Sandy è inorridito e non sa che fare. Nascosto dietro a un albero, l'aiuto guardacaccia, innamorato pure lui della ragazza, ha assistito a tutta la scena.

## Produzione
Il film fu prodotto dalla Lubin Manufacturing Company.

## Distribuzione
Distribuito dalla Lubin Manufacturing Company, il film - un cortometraggio in una bobina - uscì nelle sale cinematografiche statunitensi il 14 ottobre 1909.